# 布雷納德 (內布拉斯加州)
貝布雷納德（英語：Brainard）是位於美國內布拉斯加州巴特勒縣的村。

## 人口
根據2020年美國人口普查的數據，貝布雷納德的面積為0.80平方千米，皆為陸地。當地共有人口336人，而人口密度為每平方千米420人。